# Ямамото, Хиро
Хиро Ямамото (англ. Hiro Yamamoto; род. 13 апреля 1961 года, Форест-Парк, Иллинойс, США) — американский музыкант, наиболее известен как бас-гитарист и сооснователь рок-группы Soundgarden. В 1990 году ушёл из этой группы из-за дискомфорта связанного с растущей популярностью Soundgarden и желания окончить университет. Год спустя присоединился к составу инди-рок группы Truly, наряду с Марком Пикерелом из Screaming Trees и Робертом Ротом из The Storybook Krooks, с которой записал два альбома.

## Soundgarden (1984—1989)
Ямамото был одним из основателей Soundgarden. Вместе с Крисом Корнеллом, Кимом Тайилом и барабанщиком Мэттом Кэмероном он участвовал в записи мини-альбомов: Screaming Life, Fopp, Loudest Love, а также полноформатных пластинок: Ultramega OK и Louder Than Love. Его последний концерт с группой состоялся в Амстердаме (1989 год), после чего между ним и остальными музыкантами возникли творческие разногласия и Ямамото покинул группу. Его заменой стал Джейсон Эверман — бывший гитарист Nirvana, однако он пробыл в группе недолго. После этого в Soundgarden был приглашён Бен Шеферд, который и стал постоянным участником коллектива. После ухода из группы Ямамото окончил Вашингтонский университет и получил степень магистра по физической химии.
Ямамото принимал активное участие в сочинении материала, будучи в группе Soundgarden он был автором следующих песен:
- «Tears to Forget» (Screaming Life) … музыка (соавтор)
- «Kingdom of Come» (Fopp) … музыка и слова
- «All Your Lies» (Ultramega OK) … музыка (соавтор)
- «665» (Ultramega OK) … музыка
- «667» (Ultramega OK) … музыка
- «Circle of Power» (Ultramega OK) … слова, вокал
- «Nazi Driver» (Ultramega OK) … музыка
- «Power Trip» (Louder Than Love) … музыка
- «I Awake» (Louder Than Love) … музыка
- «No Wrong No Right» (Louder Than Love) … музыка
- «Heretic» (Loudest Love) … слова

## Дискография
Soundgarden
- Screaming Life
- Fopp
- Ultramega OK
- Louder Than Love
- Loudest Love

Truly
- Heart and Lungs (EP) — 1991
- Fast Stories... from Kid Coma — 1995
- Feeling You Up — 1997
- Subject to Change: Artists for a Hate-Free America — 1997 compilation
- Twilight Curtains — 2000